# Veraval
Veraval è una suddivisione dell'India, classificata come municipality, di 141.207 abitanti, situata nel distretto di Gir Somnath, nello stato federato del Gujarat. In base al numero di abitanti la città rientra nella classe I (da 100.000 persone in su).

## Geografia fisica
La città è situata a 20° 53' 60 N e 70° 22' 0 E al livello del mare.

## Società

### Evoluzione demografica
Al censimento del 2001 la popolazione di Veraval assommava a 141.207 persone, delle quali 72.074 maschi e 69.133 femmine. I bambini di età inferiore o uguale ai sei anni assommavano a 19.571, dei quali 10.218 maschi e 9.353 femmine. Infine, coloro che erano in grado di saper almeno leggere e scrivere erano 87.571, dei quali 50.896 maschi e 36.675 femmine.

## Tempio di Somnath
Il tempio di Somnath è uno dei dodici santuari Jyotirlinga dedicati a Shiva. Il significato del nome Somnath è il protettore del dio-luna Soma.